# Tillandsia pretiosa
Tillandsia pretiosa är en gräsväxtart som beskrevs av Carl Christian Mez. Tillandsia pretiosa ingår i släktet Tillandsia och familjen Bromeliaceae. Inga underarter finns listade i Catalogue of Life.